# Alta Instancia para la Realización de los Objetivos de la Revolución, la Reforma Política y la Transición Democrática
La Autoridad Superior o Alta Instancia para la Realización de los Objetivos de la Revolución, la Reforma Política y la Transición Democrática ( en árabe   الديمقراطي o al-hayʾat al-ʿaliyā li-taḥqīq ʾahdāf aṯ-ṯawrah wal-ʾiṣlāḥ as-siyāsī wal-ʾintiqāl  es una institución de la época de la revolución tunecina creada el 15 de marzo de 2011 con la fusión del Consejo de Defensa de la Revolución, grupo que gozaba de la legitimidad revolucionaria, y la efímera Comisión superior de la reforma política  (en árabe   o al-laǧna al-ʿaliyā lil-ʾiṣlāḥ as-siyāsī ), una de las tres comisiones designadas para reformar el estado tunecino mediante un proceso legal. Yadh Ben Achour, que ya era presidente de la comisión, presidió el organismo. La historiadora Latifa Lakhdar fue vicepresidenta del organismo.
Finalizó su trabajo el 13 de octubre de 2011 al final de su misión tras una ceremonia en presencia de Fouad Mebazaa y Béji Caïd Essebsi .

## Composición
El Consejo de Defensa de la Revolución reunió a 28 organizaciones, entre ellas la Union Général Tunezina del Trabajo, el Colegio de Abogados, la Asociación de Magistrados, el Comité contra la Tortura, el partido islamista Ennahdha, el Partido de los Trabajadores de Túnez y la asociación cercana a este partido, la Asociación para la Lucha contra la Tortura en Túnez.
De 71 miembros a principios de marzo, su membresía aumentó a 120 miembros al final del mes y a 155 en abril. Doce partidos políticos, diecinueve sindicatos, asociaciones de la sociedad civil o profesional y personalidades lo integraron, entre los que se encontraban islamistas moderados, socialistas, nacionalistas árabes, baazistas, trotskistas y maoístas. También pretendió representar a los jóvenes y las regiones  .
El movimiento islamista Ennahdha anunció el 27 de junio su retirada definitiva, acusando al organismo de constituirse en un parlamento sin legitimidad electoral y de no respetar el principio de consenso.
Su portavoz fue Ghazi Grairi y posteriormente Samir Rabhi. Entre sus miembros estaban Sofiane Belhadj, Abid Briki y Sofiène Chourabi.
Su sede estaba en El Bardo, en el edificio que anteriormente albergó la Cámara de Consejeros.

## Funcionamiento
Desde su primera reunión el 17 de marzo  sus reuniones se desarrollaron a puerta cerrada, pero la prensa y los observadores externos podían asistir a las sesiones.

## Decisiones
Estableció la Instancia Superior Independiente para las elecciones (Isie) y definió su organización  . El 11 de abril, es decir, con once días de retraso, logró determinar las normas que regirán la futura elección de la asamblea constituyente .
Impone el sistema de paridad hombre-mujer y proporcionalidad integral para dar las máximas oportunidades a los partidos pequeños , todo debe ser supervisado por el ISIE, lo que la convierte en una de las leyes electorales más democráticas del mundo según Jean-Pierre Séréni. Cualquier candidatura de ministros bajo el régimen de Zine el-Abidine Ben Ali, con la excepción de aquellos que no pertenecían al Agrupación Constitucional Democrática  (RCD), personas que ocupaban puestos de responsabilidad dentro del RCD o que hicieron un llamamiento a Ben Ali para que se presentara nuevamente a las elecciones inicialmente previstas en 2014 quedaron excluidas.  Además, se estableció que por primera vez en la historia de Túnez, los tunecinos en el extranjero podrían votar .